# Cannarìculi
I cannarìcoli (o cannarìculi) sono dolcetti natalizi lucani e calabresi. Di origini arbëreshë, si tratta di gnocchi composti di farina, olio d'oliva e vino scaldato, rigati su un cestino di vimini poi fritti e successivamente passati nel mosto d'uva bollente. In Basilicata, dove vengono chiamati anche muzzicun o pr'ciedd, vengono prodotti anche in versione salata. I cannaricoli di Viggianello sono riconosciuti come prodotto agroalimentare tradizionale lucano.
In Calabria sono chiamati cannarìculi nell'Alto Ionio ma tendono a cambiare nome al di fuori di questo, nonostante la loro composizione rimanga pressoché uguale. I turdiddri (altro nome diffuso in regione) spesso si accompagnano ad un liquore dolce, tipicamente un passito o un moscato.